# エフェルト・ピーテルス
エフェルト・ピーテルス（Evert Pieters 、1856年12月11日 - 1932年2月17日）はオランダの画家である。風景画や室内の情景を描く「室内画」を描いた。

## 略歴
アムステルダムの貧しい家に生まれた。若い頃には家屋の塗装業で働いた。19歳になって、いい仕事を求めてアントウェルペンに移り、装飾業の仕事に就いた。王立美術学校の夜間コースで、石膏デッサンを学ぶようになった。余暇の時間に絵画や版画を模写して修行し、画家のテオドール・フェルストラーテから指導を受けるようになった。
27歳になった1883年に描いた作品が評価され、1885年のアントウェルペンで開かれた国際博覧会(Exposition universelle de 1885)のオランダ館に展示された。画家に専念することになり、ベルギーで活動を続け、1894年のアントウェルペンの国際博覧会Exposition universelle de 1894に出展した作品は2等のメダルを受賞し、同じ作品を1996年のサロン・ド・パリに出展し、金賞を得た。結婚し、しばらくパリやバルビゾン村で活動した。当初は伝統的なオランダ絵画のスタイルで描き、注文が得られた。
1895年にオランダに帰国し、1897年から北ホラント州のブラリクムに住んだ。はじめオランダでの評価は低く、ハーグ派の画家たちの美術グループ、プルクリ・スタジオへの参加も拒まれたが、室内画を描き、その作品はアメリカの顧客に好まれた。20世紀に入る頃、病気になりその転地のためイタリアに短期間滞在した後、ピーテルスの描く作品は明るくなり、印象派のスタイルでも描くようになった。
1905年に、南ホラント州の海岸のリゾート地、カトウェイク・アーン・ゼーに移り、海岸の風景を描き始めた。数年後、多くの芸術家の集まった、ラーレンに移り、亡くなるまでそこに住んだ。

## 作品

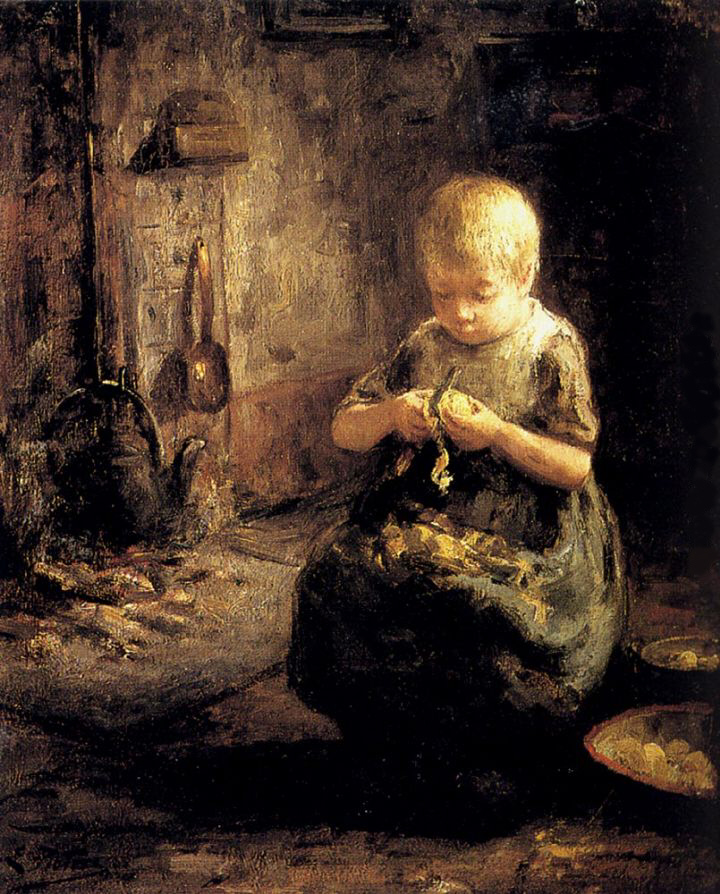
ジャガイモの皮をむく少女
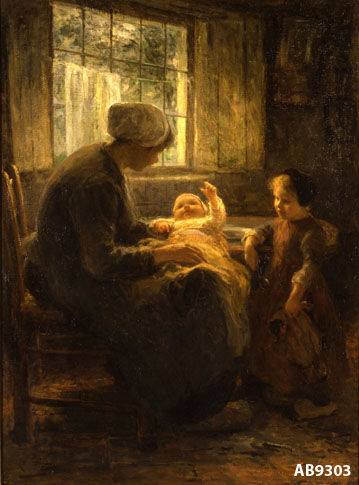
赤ん坊の世話 (1907)
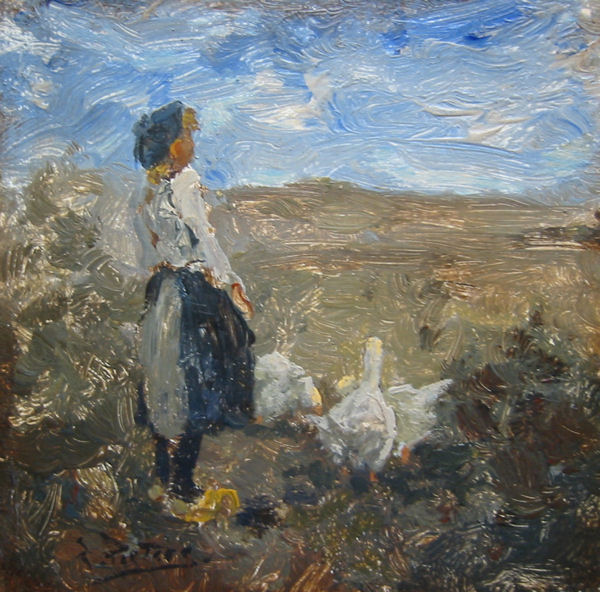
家鴨を飼う少女
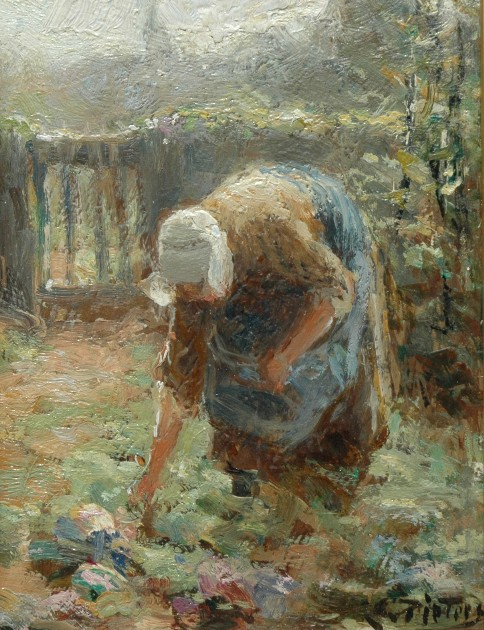
野菜畑の仕事

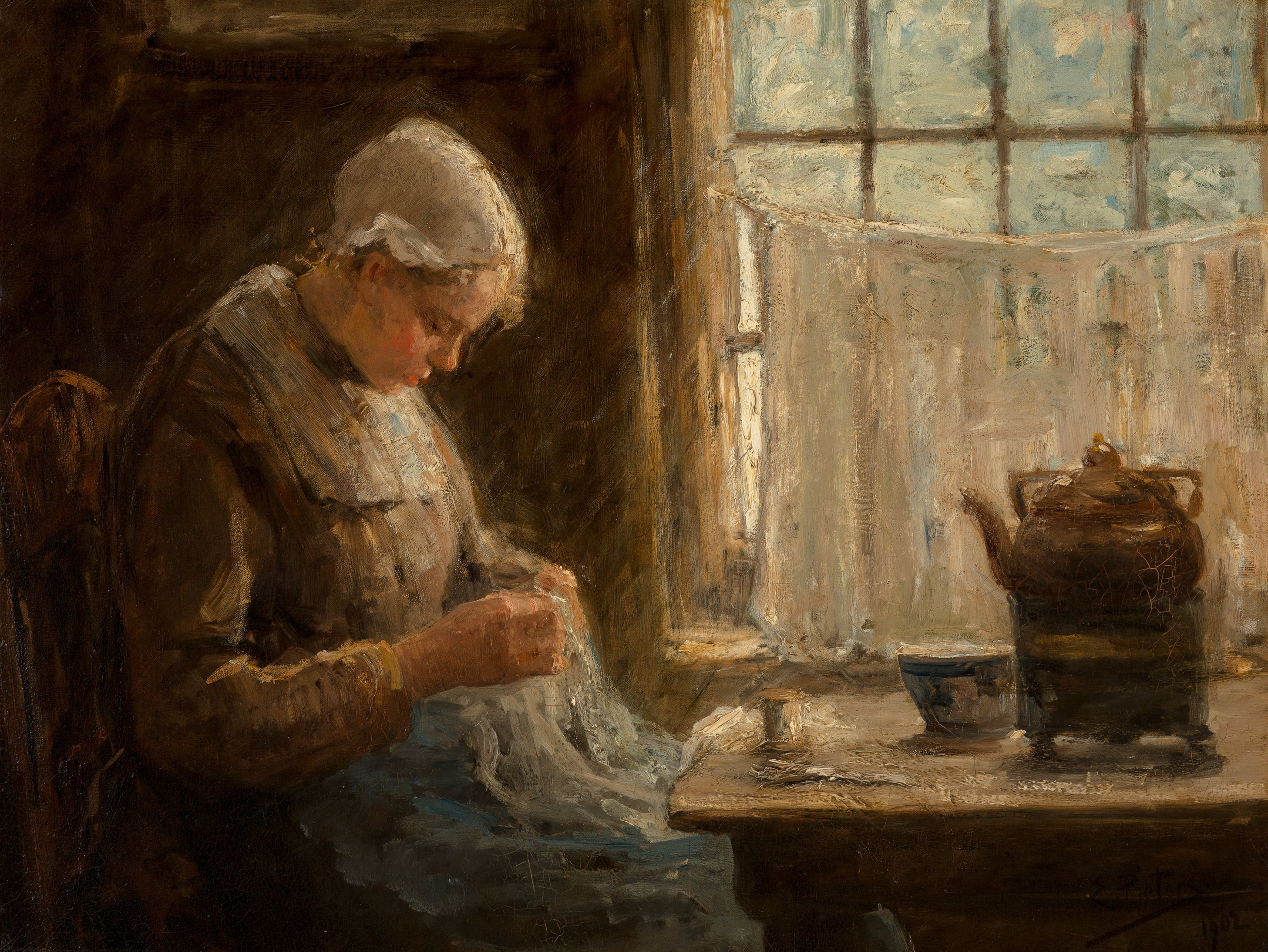
縫物(1902)
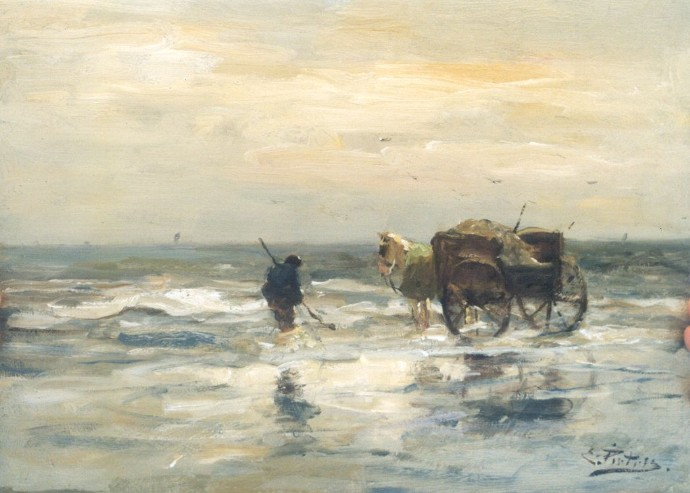
貝取漁師の荷車
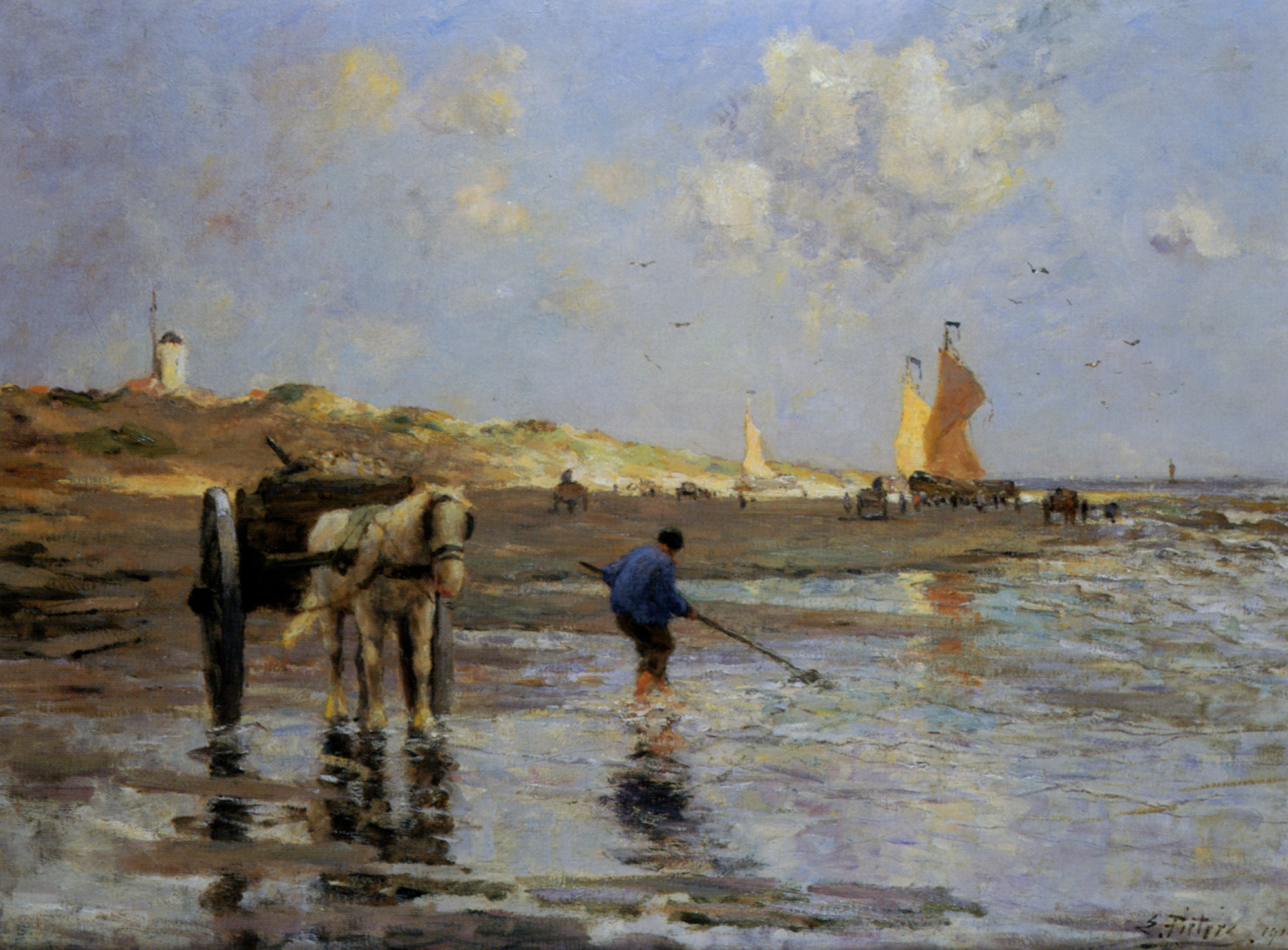
海岸 (1914)